# Rainville (Paramaribo)
Rainville es uno de los doce ressort, o en neerlandés ressort, en los que se divide el distrito de Paramaribo en Surinam, ubicado en el noreste del distrito.
Limita al norte con el Océano Atlántico, al este con el Río Surinam, al suroeste con el ressort de Centrum y al oeste con el ressort de Munder.
En 2004, Rainville, según cifras de la Oficina Central de Asuntos Civiles tenía 28 853 habitantes.